# Lilla Ljusevatten
Lilla Ljusevatten är en sjö i Ale kommun i Västergötland och ingår i Göta älvs huvudavrinningsområde. Sjön är 6,1 meter djup, har en yta på 0,01 kvadratkilometer och är belägen 135 meter över havet. Sjön ligger i vildmarksområdet Risveden.